# Kawasaki Z 900

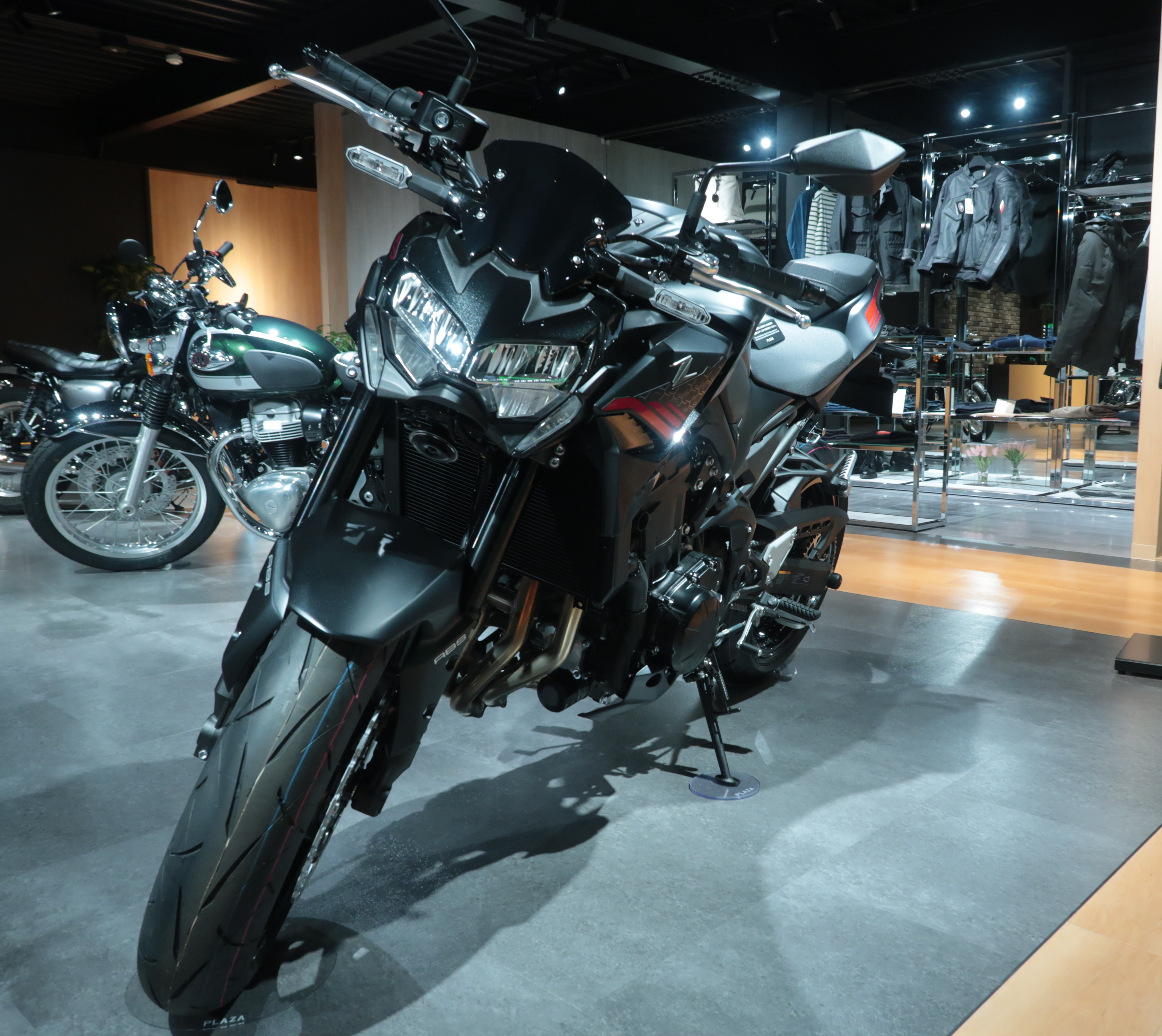
Z900, Frontansicht

Die Kawasaki Z 900 ist ein Naked Bike des japanischen Herstellers Kawasaki. Die Z 900 wird ab 2017 als Nachfolger der Z 800 gebaut. 2020 hat die Kawasaki Z 900 ein Facelift erhalten.

## Allgemeines
Der Hersteller greift in der Namensgebung erneut auf die Z-Reihe der 1970er Jahre zurück, als es bereits eine Z 900 gab. Ab Modelljahr 2017 gibt es die Z 900 als „Performance“-Ausführung, die unter anderem einen Sportauspuff, Sitzabdeckung und kleine Frontscheibe enthält. Ebenso wird sie in einer leistungsreduzierten „A2“-Version mit 70 kW angeboten, damit sie für Fahranfänger auf 35 kW gedrosselt werden kann. Außerdem ist sie ab diesem Modelljahr Basis für die Z 900 RS, die sich optisch an die Z 900 aus den 1970er Jahren anlehnt. Sie gehört seit dem Start zu den ersten 20 Modellen in der deutschen Zulassungsstatistik.

## Technik
Der Motor basiert nicht auf dem Vorgängermodell, sondern wurde von der Z 1000 abgeleitet. Die Zylinderbohrung wurde reduziert und eine andere Kurbelwelle verwendet. Der Rahmen wurde komplett neu ausgeführt, nun in Gitterrohrbauweise. Er nutzt den Motor als tragendes Teil.  Weitere Maßnahmen wie ein geändertes Abgassystem und eine Hinterradführung aus Aluminium reduzieren das Gewicht um 21 Kilogramm gegenüber der Z 800. Mit der Modellpflege im Herbst 2020 gibt es vier Fahrmodi, von denen einer vom Fahrer konfiguriert werden kann. Der Rahmen erhielt einen größeren Radstand von 1455 mm und einen 7 mm längeren Nachlauf. Die Anzeigeinstrumente wurden durch ein farbiges TFT-Display ersetzt. Außerdem wurden die Serviceintervalle von 6000 auf 12000 km erhöht.

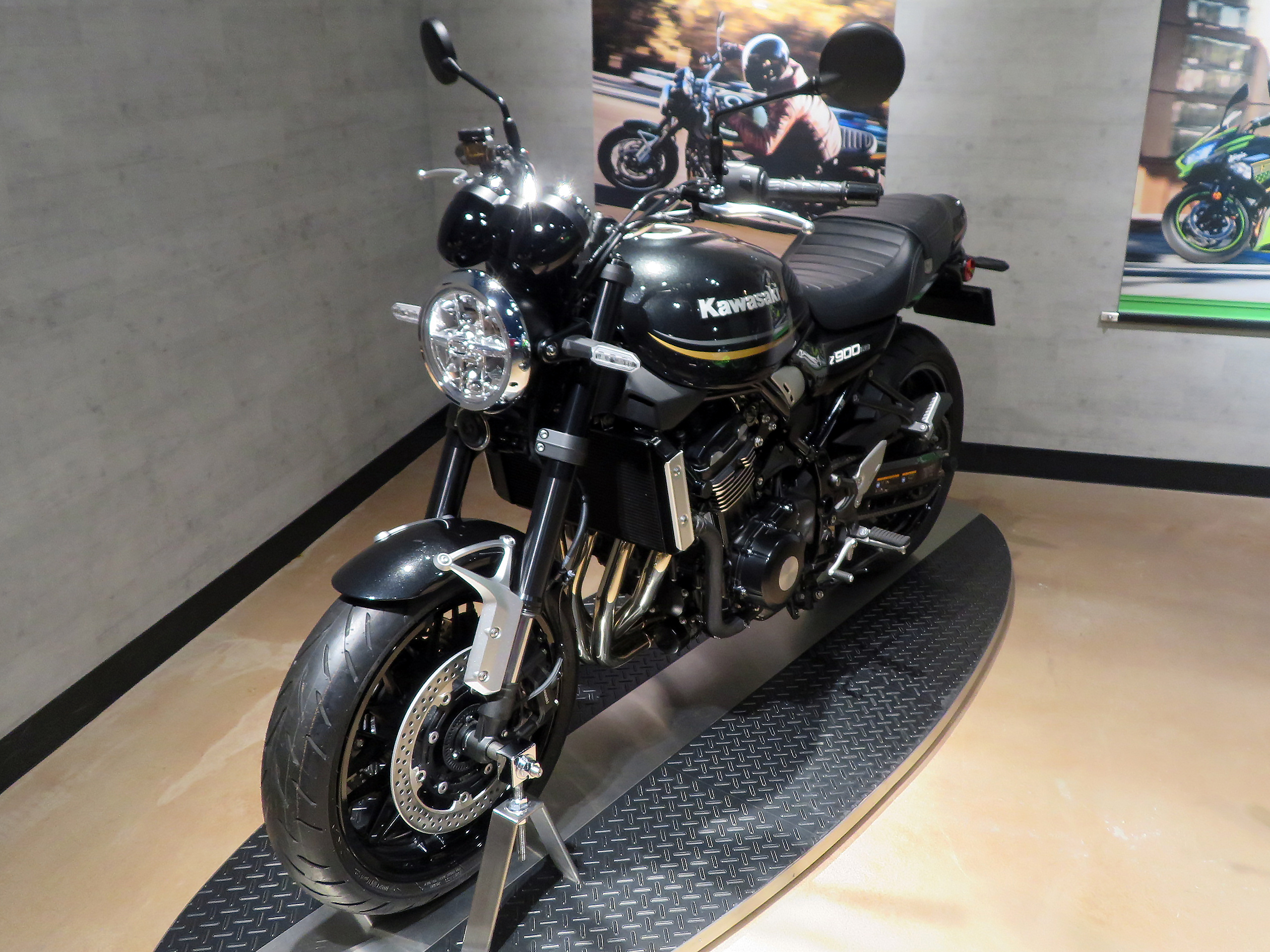
Z 900 RS

Bei der Z 900 RS wurde der Rahmen unter anderem mit geringerem Nachlauf und 2 cm mehr Radstand modifiziert. Sie hat eine 10 kW geringere Motorleistung und eine um 1000/min geringere Höchstdrehzahl. Die Verdichtung beträgt 10,8 anstelle 11,8 : 1. Der erste Gang wurde kürzer, der sechste länger übersetzt, die Sekundärübersetzung hinten ist zwei Zähne länger. Der Motor der RS erreicht das maximale Drehmoment von 99 Nm bei 6500/min und die Kraftübertragung ist mit einer Anti-Hopping-Kupplung ausgerüstet. Darüber hinaus wurde der Motorklang mit sogenanntem Sounddesign gestaltet. Mit zwei Personen und Gepäck wird bei zügiger Fahrweise ein Testverbrauch von 5,6 Liter/100 km genannt.

## Neuzulassungen in Deutschland
Die Z 900 stand bezüglich der Neuzulassungen in Deutschland mit etwa 3100 Maschinen 2018 und 2019 auf Platz drei sowie 2020 mit über 3850 und 2021 mit fast 4000 Exemplaren sogar auf Platz zwei. Von der Z 900 RS wurden 2018 über 1480, 2019 und 2020 über 1.100 und 2021 860 Maschinen neu zugelassen. 2022 waren es über 1200 Z 900 RS.